# Hugues Lapointe
Hugues Lapointe, PC, OC, QC (* 3. März 1911 in Rivière-du-Loup, Québec; † 13. November 1982 in Sainte-Foy) war ein kanadischer Politiker. Er war von 1940 bis 1957 liberaler Abgeordneter des kanadischen Unterhauses und hatte während dieser Zeit mehrere Ministerposten inne. Von 1966 bis 1978 amtierte er als Vizegouverneur der Provinz Québec.

## Biografie
Der Sohn des Justizministers Ernest Lapointe studierte Recht an den Universitäten Ottawa und Laval. 1935 erhielt er die Zulassung als Rechtsanwalt. Während des Zweiten Weltkriegs diente er freiwillig in der kanadischen Armee, wobei er 1941 und 1943/44 in Europa stationiert war und zum Oberstleutnants befördert wurde.
Lapointe trat als Kandidat der Liberalen Partei zur Unterhauswahl 1940 an und war im Wahlbezirk Lotbinière erfolgreich. In den Jahren 1945, 1949 und 1953 gelang ihm jeweils die Wiederwahl. Im Bundeskabinett von Louis Saint-Laurent war er zunächst von August 1949 bis August 1950 stellvertretender Justizminister, danach Minister für Veteranenangelegenheiten. Parallel dazu amtierte er ab November 1955 als Postminister.
Da er bei der Unterhauswahl 1957 sein Mandat verlor, musste Lapointe im Juni 1957 zurücktreten und übte wieder seinen Beruf aus. Ab 1961 vertrat er als Generaldelegierter die Interessen der Provinz Québec in der britischen Hauptstadt London. Generalgouverneur Georges Vanier vereidigte ihn am 22. Februar 1966 als Vizegouverneur von Québec. Dieses repräsentative Amt übte er bis zum 27. April 1978 aus.